# Soziales Referenzieren
Als Soziale Referenzierung (engl. social referencing) bezeichnet man in der Entwicklungspsychologie und der Säuglings- und Kleinkindforschung das Phänomen, dass sich Säuglinge ab etwa acht bis neun Monaten in unvertrauten Situationen (beispielsweise wenn die Kinder mit einem Unsicherheit erzeugenden Objekt konfrontiert werden) an den gezeigten Affekten, also der emotionalen Körpersprache (insbesondere Gesichtsausdruck), der Bezugsperson orientieren.
Bei der sozialen Referenzierung rückversichert sich der Säugling oder das Kleinkind bei einer Bezugsperson, wie die Unsicherheit erzeugende Situation oder das Unsicherheit erzeugende Objekt zu bewerten ist. Hierbei wird zumeist die „Face-to-Face-Interaktion“ (also das Wechselspiel in der Mimik der Interaktionspartner) zwischen dem Säugling und der Bezugsperson wissenschaftlich untersucht.
Zeigt die Mutter Zeichen der Furcht, wird auch der Säugling oder das Kleinkind die Situation als furchtsam interpretieren und erleben. Zeigt die Mutter keine Furcht, begrüßt etwa einen Fremden beim Eintritt in den Raum freundlich, wird auch das Kind eher keine Furcht zeigen und erleben.
Die soziale Referenzierung wird als wichtiger Bestandteil der emotionalen Entwicklung eines Kindes angesehen. Durch die Orientierung an den Affektausdrücken der Mutter lernt das Kind, Situationen zu bewerten. Sie gilt als eine der möglichen Ursachen für Trennungsangst oder auch andere emotionale Störungen im Kindesalter und wird auch als prägend für die spätere emotionale Einschätzung von Situationen gesehen.
Die soziale Referenzierung wird auch als ein Meilenstein in der Entwicklung der Theory of Mind betrachtet. Diese beschreibt die Fähigkeit, eine Annahme über Bewusstseinsvorgänge in anderen Personen vorzunehmen, also in anderen Personen Gefühle, Bedürfnisse, Absichten, Erwartungen und Meinungen zu vermuten. Bei der sozialen Referenzierung handelt es sich um eine Vorstufe. Das Rückversichern über die Affekte der Mutter zeigt, dass das Kind bereits weiß, dass Andere auf die Außenwelt gerichtete Intentionen haben.